# Кокаиновый медведь
«Кокаиновый медведь» (англ. Cocaine Bear, в некоторых странах англ. Crazy Bear) — американский комедийный фильм ужасов режиссёра Элизабет Бэнкс по сценарию Джимми Уордена. Он частично вдохновлён реальной историей «Кокаинового медведя», барибала, который проглотил почти 75 фунтов (34 кг) потерянного кокаина. В фильме снялись Кери Расселл, О’Ши Джексон-младший, Кристиан Конвери, Олден Эренрайк, Бруклин Принс, Джесси Тайлер Фергюсон, Кристофер Хивью, Айзая Уитлок-младший, Марго Мартиндейл и Рэй Лиотта. Фильм посвящён памяти Лиотты, который умер в мае 2022 года.
Премьера фильма в США состоялась 24 февраля 2023 года компанией Universal Pictures. Фильм получил смешанные отзывы от критиков и заработал 89 миллионов долларов по всему миру.

## Сюжет
В лесах Кентукки самка американского чёрного медведя впадает в кровавую ярость после того, как проглотила пакет с кокаином.

## В ролях
- Кери Расселл — Колетт Мэттьюз
- О’Ши Джексон-младший — Говард
- Кристиан Конвери — Генри
- Олден Эренрайк — Марти
- Джесси Тайлер Фергюсон — Питер
- Бруклин Принс — Ди Ди
- Айзая Уитлок-младший[англ.] — Боб
- Кристофер Хивью —  Олаф (Кристофер)"'
- Ханна Хукстра — Эльза
- Аарон Холлидей — Малыш
- Марго Мартиндейл — рейнджер Лиз
- Рэй Лиотта — Сид (последняя роль в кино)
- Мэттью Риз — Эндрю Торнтон
- Скотт Сайс — Том
- Шейн Коннеллан — Рэй, педиатр
- Кахён Ким — Бет

## Вдохновение

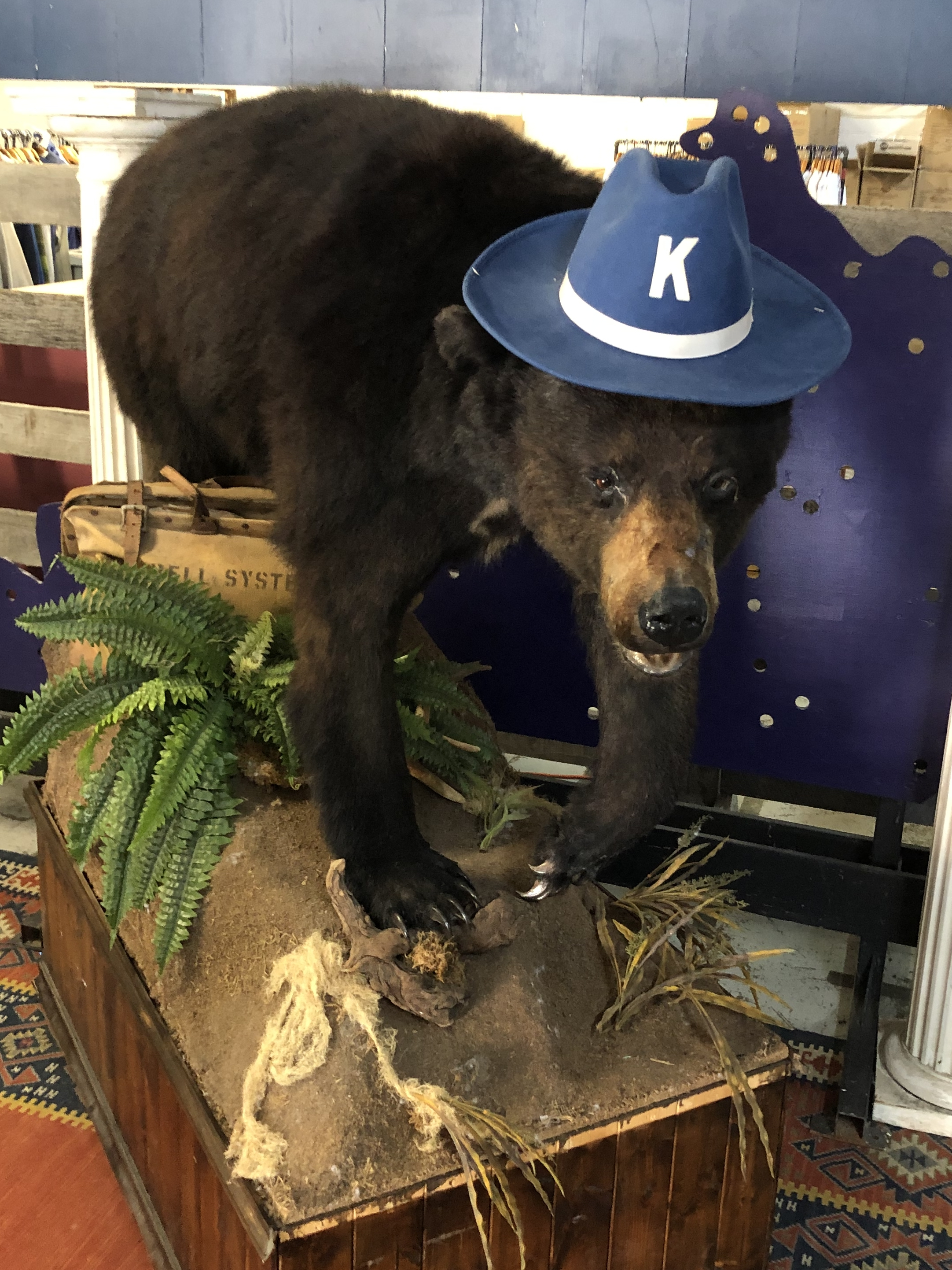
Кокаиновый медведь в Лексингтоне, Кентукки.

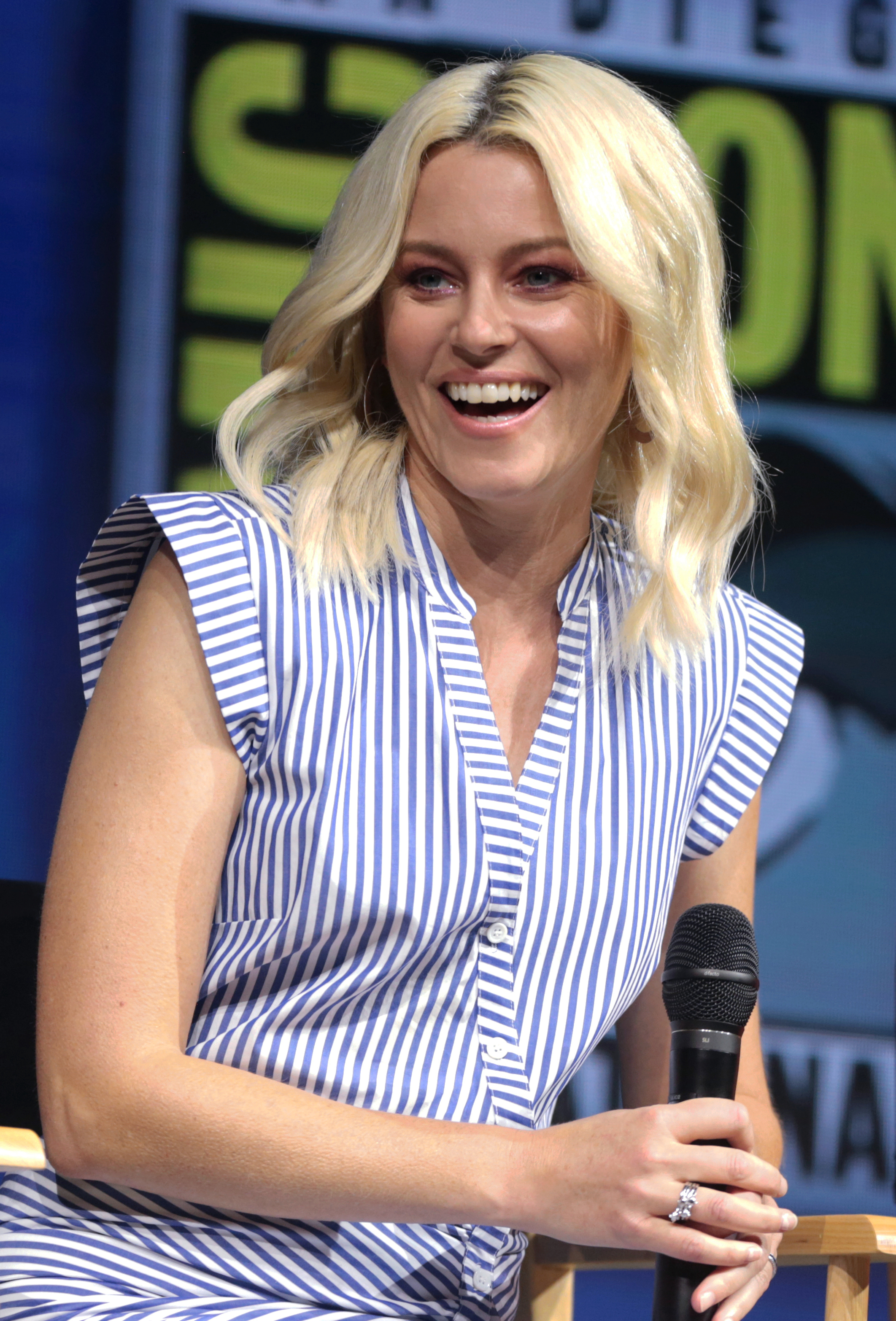
Элизабет Бэнкс, режиссёр фильма.

Фильм вдохновлён событиями, связанными со 175-фунтовым (79 кг) барибалом, который умер в декабре 1985 года после приёма вещевого мешка, полного кокаином. Кокаин был выброшен из самолёта, пилотируемого Эндрю С. Торнтоном II, бывшим офицером по борьбе с наркотиками и осуждённым контрабандистом наркотиков, потому что его самолёт перевозил слишком тяжёлый груз. Затем Торнтон выпрыгнул из самолёта с неисправным парашютом и умер. Медведь, который умер спустя некоторое время после употребления кокаина, был найден спустя три месяца в северной Джорджии вместе с 40 открытыми пластиковыми контейнерами с кокаином. Медведь в настоящее время выставлен в «Kentucky for Kentucky Fun Mall» в Лексингтоне, штат Кентукки, который в 2015 году назвал животное «Кокаиновым медведем».

### Съёмки фильма
Сюжет фильма отличается от реальных событий. В действительности кокаиновый медведь никого не убил после употребления наркотиков, и неизвестно, что произошло во время, предшествовавшее его смерти от передозировки. В интервью Адаму Б. Варь из Variety Бэнкс заявила, что «этот фильм можно рассматривать как историю мести этого медведя».
Дети-актёры Бруклин Принс и Кристиан Конвери сыграли друзей Ди Ди и Генри. В одной из сцен фильма они прогуливают школу и проводят день в национальном парке в штате Джорджия. Дети натыкаются на пакет кокаина и пробуют его на вкус. Индийский веб-сайт Business Insider провёл расследование, какой порошок сыграл в фильме роль кокаина. «В основном это был сахар, но мы добавили немного соли, так как хотели, чтобы реакция детей была максимально жизненной, и я чувствовала, что если мы будем кормить детей только сахаром, вряд ли они посчитают, что это невкусно», — сообщила режиссёр Элизабет Бэнкс. Обеспокоенная интересом веб-сайта именно к этой теме, Бэнкс заявила: «В этом фильме мы не прославляем наркотики. Дети [Принс и Конвери] это поняли. Их это не интересовало. И их родители всё время были рядом. За ними [детьми] хорошо следили».

### Реакция на фильм
До выхода фильма история о кокаиновом медведе стала вирусной в социальных сетях. Ясмин Тайаг из The Atlantic написала, что часть популярности фильма в социальных сетях, возможно, была связана с привлекательностью повествования человека против природы или шокирующей ценностью предпосылки. Тем не менее, она отметила, что медведь также был представлен фильмом в положительном свете.

## Производство
В декабре 2019 года было объявлено, что Фил Лорд и Кристофер Миллер продюсировали безымянный комедийный фильм ужасов, вдохновлённый реальной историей и основанный на специальном сценарии, написанном Джимми Уорденом. Продюсеры обратились к коллективу Radio Silence Мэтту Беттинелли-Олпину и Тайлеру Джиллетту с просьбой снять фильм, но они отказались в пользу создания фильма «Крик».
9 марта 2021 года Universal Pictures объявила, что фильм находится в разработке. Было также подтверждено, что фильм будет снят Элизабет Бэнкс и спродюсирован Бэнкс и Максом Хандельманом для Brownstone Productions, которые присоединились к продюсерской команде вместе с Лордом, Миллером, Адитьей Суд для Lord Miller Productions и Брайаном Даффилдом. Актёрский ансамбль был раскрыт в период с июля по август 2021 года.
Съёмки проходили в графстве Уиклоу, Ирландия, с 20 августа по 17 октября 2021 года. Бюджет составил 30-35 миллионов долларов, причем большая часть из них была отдана студии Wētā FX, чтобы создать медведицу с помощью CGI.

## Музыка
В феврале 2022 года сообщалось, что Натали Холт напишет музыку к фильму. Однако в ноябре 2022 года её сменил Марк Мазерсбо. Это его второе сотрудничество с Бэнкс после фильма «Идеальный голос 2».
В трейлере фильма использовалась песня Мелле Мел «White Lines (Don’t Don’t Do It)», которая также звучит в финальных титрах.

## Показ
Фильм был выпущен 24 февраля 2023 года компанией Universal Pictures. На премиальном видео по запросу фильм был выпущен 14 марта 2023 года, спустя две недели после кинопроката. Фильм посвящен Рэю Лиотте, который скончался 26 мая 2022 года.

## Реакция

### Кассовые сборы
По состоянию на 12 апреля 2023 года фильм заработал 64,6 миллиона долларов в США и Канаде и 25,2 миллиона долларов на других территориях, что составляет в общей сложности 89,8 миллионов долларов по всему миру.
В США и Канаде фильм был выпущен вместе с фильмом «Революция Иисуса» и по первоначальным прогнозам, должен был заработать 15-20 миллионов долларов в первый уик-энд в 3534 кинотеатрах. Фильм заработал 8,7 миллиона долларов в первый день, в том числе 2 миллиона долларов с предпоказов в четверг вечером. Он дебютировал с 23,1 миллионами долларов, заняв второе место после фильма «Человек-муравей и Оса: Квантомания». Фильм занял третье место на второй уик-энд, заработав 11 миллионами долларов (снизив сборы на 54%), что было отмечено как «очень хорошее удержание» для жанра. В третий уик-энд фильм занял пятое место заработав 6,2 миллионов долларов.

### Критика
На «Rotten Tomatoes» фильм имеет 67% на основе 295 отзывов со средней оценкой 6,1 из 10. Консенсус веб-сайта гласит: «Несмотря на сырой сюжет и неровную актерскую игру, крышесносные сцены с обезумевшим меховым злодеем заставят кайфовать энтузиастов фильмов категории B». «Metacritic» дал фильму оценку 54 из 100, основанную на 58 критиках, указывая на «смешанные или средние отзывы». Зрители, опрошенные «CinemaScore», дали фильму среднюю оценку «B-» по шкале от «A+» до «F», в то время как опрошенные «PostTrak» дали ему 80% положительных баллов, при этом 67% сказали, что определенно порекомендуют его.
Ричард Роупер из Chicago Sun-Times дал фильму 3 звезды из 4, описав его как «дико развлекательный и мрачно веселый кровавый фестиваль фильмов категории B» и «подлинно хорошо продуманный ужас». В своей рецензии с такой же оценкой рецензент ReelViews Джеймс Берардинелли назвал его «95 минут эскапистского тарифа». Хотя он критиковал количество персонажей, сюжетных линий и темпов, он пришёл к выводу, что фильм был «глупым, но не тупым». Кроме того, Кристи Лемир из RogerEbert.com раскритиковала персонажей, но её отзыв также был в целом положительным. Она отметила, что фильм был «не таким глубоким». «Но это невероятный взрыв, особенно если у вас есть преимущество увидеть безумно жестокую комедию/триллер режиссёра Элизабет Бэнкс с переполненной толпой». Кинокритик The Observer Марк Кермод оценил фильм на 3/5, сказав: «Возможно, не “Человек-гризли” встречает “Лицо со шрамом”, но он оставляет “Змеиный полёт” стоящими на взлетно-посадочной полосе».
В статье для CBC.ca Эли Гласнер назвал фильм разочаровывающим, написав: «Медведь рычит? Соответствует ли это шумихе? Выполняет ли он мощное обещание этого удивительного названия? Технически да, но существует широкая пропасть между тем, какую аудиторию хочет кокаиновый медведь, и тем, что он доставляет». В негативной рецензии Николас Барбер из BBC раскритиковал человеческих персонажей и их взаимодействие. Он написал: «Вместо того, чтобы показывать нам момент, когда главный герой обнаружил и проглотил наркотики, фильм продолжает вводить всё больше и больше персонажей, которые могли бы быть в первом черновике сценария братьев Коэнов».

### Награды и номинации
На церемонии MTV Movie & TV Awards 2023 года фильм был номинирован на звание лучшего кинозлодея (медведица).